# Charles de Schomberg
Charles de Schomberg (Nanteuil-le-Haudouin, 16 de febrero de 1601 - París, 6 de junio de 1656) fue duque de Halluin y líder militar francés bajo el cardenal Richelieu y su sucesor, el cardenal Mazarino.

## Biografía
Charles nació el hijo del mariscal de Francia Henri de Schomberg y su primera esposa Françoise d'Espinay. Los Schomberg son una actividad secundaria de la familia noble sajona Schönberg. 1632-1642 fue gobernador y teniente real general del Languedoc. En 1637 fue nombrado mariscal de Francia. Cuando Francia en la guerra con España en 1639 preparó una ocupación de Cataluña y el comandante supremo Henri II de Borbón dudó en apoyar las aspiraciones autónomas de los catalanes, se hizo cargo de Schomberg en contra de las instrucciones del cardenal Richelieu. Después de la invasión actuó brevemente como virrey de Cataluña.
En 1620 se había casado en su primer matrimonio con la heredera Anne d'Halluin († noviembre de 1641) (y así adquirió el título de "duc d'Halluin") y el 24 de septiembre de 1646 en el segundo matrimonio Marie de Hautefort (1616- 1691), una dama de compañía de la reina francesa Ana de Austria, quien durante algún tiempo fue la confidente especial (pero presumiblemente platónica) del rey Luis XIII.
Charles de Schomberg también promovió la carrera militar de Federico de Schomberg, quien, sin embargo, no estaba relacionado con él, sino que provenía de la familia del Rin de Schönburg en Wesel.
De 1647 a 1657, Schomberg fue coronel general de los Cent-Suisses et Grisons.
- Datos: Q1066602
- Multimedia: Charles de Schomberg / Q1066602